# Andrés Salas
Andrés Salas Lara (Lima, 5 de abril de 1985) es un actor, músico y presentador de televisión peruano. Es más conocido por haber sido el conductor del late show peruano Noche de patas y por el rol estelar de Jaime Culicich «el Culi» en la secuela cómica Asu mare.

## Biografía

### Primeros años
Andrés Salas Lara nació el 5 de abril de 1985 en la capital peruana Lima, proveniente de una familia de clase media. 
Vivió algunos años en Trujillo, ciudad del norte peruano, donde realizó sus estudios de medicina veterinaria sin concluirla. Tras abandonar la carrera, Salas comienza a recibir clases de actuación en la Escuela Nacional de Arte Dramático.
Cumpliendo casi la mayoría de edad, Salas regresó a su ciudad natal para reencontrarse con su familia y se suma al elenco del Taller de Formación Actoral, a cargo de la dirección de Roberto Ángeles. Además, formó parte del elenco de Preludio Asociación Cultural junto a Denisse Dibós.

### Carrera televisiva y actoral
Salas debuta en la actuación participando en diversas obras infantiles. Tiempo más tarde, en 2004 se incorporó a los talleres de teatro con Aldo Miyashiro para luego, sumarse al elenco de la serie de televisión Misterio. Además, tuvo una participación especial en la serie Lobos de mar como Ramos en 2005.
Tras participar en cortos papeles en obras de teatro y películas, en 2013 alcanzó la fama gracias a su participación en la película cómica Asu mare, interpretando a Jaime Culicich «el Culi», quien sería el mejor amigo del protagonista Carlos «Cachín» Alcántara. Debido al éxito del film, se renovó con 2 secuelas en 2015 y 2018 respectivamente, incluyendo el spin-off de 2023, bajo el nombre de Asu mare, los amigos donde Salas obtiene el mayor protagonismo. Tuvo una participación especial en la obra teatral 1968: Historias en Soul, bajo la dirección de Mateo Chiarella Viale.
En 2015, coprotagonizó la obra musical Av. Larco, donde interpretó al músico hispanoperuano Miki González y fue presentado en el Teatro Marsano, incluyendo la película del año 2017 con el mismo rol. Además, obtuvo de nuevo el coprotagónico del cortometraje Living Legend y protagonizó la cinta cómica Como en el cine con Manuel Gold. 
Participó en la película de comedia Soltera codiciada en 2018 como Matías, obteniendo así la nominación de los Premios Luces en la categoría Mejor actor secundario del año, resultando finalmente como el ganador.
En el teatro, protagonizó junto a Stephany Orúe la obra teatral bajo el nombre de Barrionuevo en 2018, donde interpretaba a Mochura. Además, protagonizó la obra Voley como Nico.
En 2019, debuta como presentador junto a Gachi Rivero con el programa de cocina El datazo culinario y meses después, ingresar como el conductor del late show peruano Noche de patas, inicialmente transmitido por la televisora Latina Televisión hasta 2021, cuando se muda a Panamericana Televisión y a partir del año siguiente, se convirtió en programa web. En ese espacio compartió la conducción junto a los actores Óscar López Arias, Gonzalo Revoredo y Carlos Vílchez; sin embargo, en 2023 anuncia su retiro junto con Revoredo, siendo ambos reemplazados por Rodrigo Sánchez Patiño.[cita requerida]
Además, coprotagonizó la película Si, mi amor como Max en 2020 y compartió escena junto a Yiddá Eslava y su pareja, el argentino Julián Zucchi (quienes fueron los protagonistas de la trama). Protagonizó al lado de Emilram Cossío, Giovanni Ciccia, Christian Ysla y Haysen Pércovich la película policial La banda presidencial en 2022, donde Salas interpretó a un delincuente enmascarado con la cara del expresidente Alejandro Toledo.
En 2023, antagoniza la telenovela Perdóname bajo los personajes de Fabián Garza y Adrián Jiménez, y al año siguiente, protagoniza con la modelo y actriz Tatiana Calmell en la película cómica Bienvenidos al paraíso interpretando el rol de Lucas, un chico que se quedó dormido en el avión antes de pasar la luna de miel en Punta Cana con su novia Kiki.

### Carrera musical
En su adolescencia, Salas integró diversas bandas musicales como guitarrista y segunda voz, siendo con 10 Céntimos, donde desarrolló su faceta musical sin dejar de lado a la actuación.
En 2017, colaboró con la banda sonora de la película Av. Larco, donde interpretó nuevas versiones de temas musicales del rock peruano como Y es que sucede asi del grupo musical Arena Hash. Además, realizó dueto con la actriz Daniela Camaiora.

## Filmografía

### Televisión

#### Series y telenovelas
| Año  | Título       | Rol                           | Notas                        | Emisión                 | Ref.             |
| ---- | ------------ | ----------------------------- | ---------------------------- | ----------------------- | ---------------- |
| 2004 | Misterio     |                               | Rol secundario               | Frecuencia Latina       | [cita requerida] |
| 2005 | Lobos de mar | Ramos                         | Rol principal                | Frecuencia Latina       | [ 3 ]            |
| 2013 | Promoción    | Uno de los alumnos            | Rol principal                | Panamericana Televisión | [cita requerida] |
| 2023 | Perdóname    | Fabián Garza / Adrián Jiménez | Rol de antagonista reformado | América Televisión      | [ 15 ]           |

#### Programas
| Año        | Título               | Rol      | Notas        | Emisión                 | Ref.             |
| ---------- | -------------------- | -------- | ------------ | ----------------------- | ---------------- |
| 2019       | El datazo culinario  | Él mismo | Presentador  | Panamericana Televisión | [ 12 ]           |
| 2019-2021  | Noche de patas       | Él mismo | Presentador  | Latina Televisión       | [ 13 ] [ 17 ]    |
| 2021       | Noche de patas       | Él mismo | Presentador  | Panamericana Televisión | [ 13 ] [ 18 ]    |
| 2022-2023  | Noche de patas       | Él mismo | Presentador  | No Somos TV (YouTube)   | [cita requerida] |
| desde 2023 | Noche de patas       | Él mismo | Presentador  | No Somos TV (YouTube)   | [cita requerida] |
| 2024       | El gran chef famosos | Él mismo | Participante | Latina Televisión       | [cita requerida] |

### Cine
| Año  | Título                       | Rol                      | Notas             | Ref.             |
| ---- | ---------------------------- | ------------------------ | ----------------- | ---------------- |
| 2013 | Asu mare                     | Jaime Culicich «el Culi» | Rol principal     | [ 1 ]            |
| 2013 | Japy ending                  | Pepe                     | Rol principal     | [cita requerida] |
| 2015 | Asu mare 2                   | Jaime Culicich «el Culi» | Rol principal     | [ 2 ]            |
| 2015 | Living Legend (Cortometraje) | «Rata»                   | Rol coprotagónico | [ 19 ]           |
| 2015 | Como en el cine              | Bruno                    | Rol coprotagónico | [cita requerida] |
| 2017 | Av. Larco, la película       | Miki González            | Rol coprotagónico | [ 7 ]            |
| 2017 | Once machos                  | «Chato»                  | Rol protagónico   | [cita requerida] |
| 2018 | Asu mare 3                   | Jaime Culicich «el Culi» | Rol principal     | [cita requerida] |
| 2018 | Soltera codiciada            | Matías                   | Rol principal     | [ 20 ]           |
| 2019 | Once machos 2                | «Chato»                  | Rol protagónico   | [cita requerida] |
| 2019 | Hotel Paraíso, la película   | Enrico                   | Rol principal     | [ 21 ]           |
| 2020 | Sí, mi amor                  | Max                      | Rol coprotagónico | [cita requerida] |
| 2022 | ¿Nos casamos? Sí, mi amor    | Max                      | Rol coprotagónico | [cita requerida] |
| 2022 | La banda presidencial        |                          | Rol protagónico   | [cita requerida] |
| 2023 | Asu mare, los amigos         | Jaime Culicich «el Culi» | Rol protagónico   | [ 22 ] [ 5 ]     |
| 2023 | Pirú                         | José María               | Rol protagónico   | [ 23 ] [ 24 ]    |
| 2024 | Bienvenidos al paraíso       | Lucas                    | Rol protagónico   | [ 16 ]           |

### Spots publicitarios
| Año  | Título | Rol      | Notas               | Ref.             |
| ---- | ------ | -------- | ------------------- | ---------------- |
| 2022 | Claro  | Él mismo | Especial de Navidad | [cita requerida] |

## Discografía

### Álbumes
- Av. Larco: El musical (2015)

#### Temas musicales paraAv. Larco
- «Y es que sucede asi»
- «Av. Larco A» (con Daniela Camaiora, Juan Carlos Rey de Castro y Carlos Galiano)
- «Av. Larco B» (con Daniela Camaiora y Carlos Galiano)
- «Lo peor de todo» (con Daniela Camaiora y Carlos Galiano)
- «Al colegio no voy más» (con Daniela Camaiora y Carlos Galiano)

### Bandas sonoras
- Av. Larco, la película
- Av. Larco: El musical

## Teatro
- Promoción (2006)
- El ingenioso hidalgo Don Quijote de La Mancha (2007)
- El pequeño violín (2008)
- El montaplatos (2009)
- El principito (2009)
- Cyrano de Bergerac (2010)
- La jaula de las locas (2010)
- El musical 2010 (2010)
- Automáticos (2010)
- Altar boyz (2011)
- Casi normal (2011)
- El juego de la oca (2011)
- Hairspray (2012)
- Nuestro pueblo (2012)
- La vida es sueño (2013)
- Promoción (2013) como uno de los alumnos (Rol principal).
- El chico de Oz (2013-2014)
- Mimí y el monstruo de la noche (2013) como Dodó (Rol coprotagónico).[25]
- Canciones para mirar (2014)
- La hora del cuento (2014) como el conejo Vicente (Rol principal).[26]
- Rockstars (2015) como Marco (Rol coprotagónico).[27]
- Av. Larco: El musical (2015) como Miki González (Rol coprotagónico).[28]
- 1968: Historias en Soul (2015)
- En el barrio (2015) como Usnavi (Rol protagónico).[29]
- La tempestad (2017)
- Santiago, el pajarero (2018)
- Barrionuevo (2018) como Morochura (Rol protagónico).[10][9]
- Un misterio, una pasión (2018) como «el Burro» (Rol principal).
- Todos vuelven (2018)
- Voley (2019) como «Nico» (Rol protagónico).[2][11]
- Noche de patas en el Canout (2022) como él mismo (Presentador)
- Morir de amor (2024)

## Premios y nominaciones
| Año  | Premios                      | Categoría                      | Trabajo           | Resultado | Ref.  |
| ---- | ---------------------------- | ------------------------------ | ----------------- | --------- | ----- |
| 2018 | Premios Luces de El Comercio | Mejor actor secundario del año | Soltera codiciada | Ganador   | [ 8 ] |